# Gunnar Henriksson (tidningsman)
Gunnar Vilhelm Henriksson, född 22 augusti 1905 i Helsingfors, död 13 februari 1974 i Tusby, var en finländsk tidningsman och politiker. 
Henriksson, som ursprungligen var lagerförvaltare, var chefredaktör för Arbetarbladet/Svenska Demokraten 1941–1944 och 1947–1969. Han var representant för socialdemokraterna i Finlands riksdag 1948–1966 och var ordförande i den socialdemokratiska riksdagsgruppen 1954–1962. Han tillhörde den så kallade fredsoppositionen under fortsättningskriget.